# Михољско љето
Михољско љето (Мартињско љето, бабље љето) је назив за метеоролошки феномен када се временски услови карактеристични за период љетњег годишњег доба настављају и након почетка јесени. Период михољског љета означава продужетак топлих дана и након Михољдана. Михољско љето као метеоролошки феномен је карактеристичан за сјеверну Земљину полулопту, гдје се мијењају четири годишња доба.

## Народно вјеровање
Према народном вјеровању након Михољдана (12. октобар) почиње период праве јесени, а наставак топлих дана у јесењем октобарском периоду се назива Михољско љето. Павле Ровински је записао да су у Црној Гори седмицу од 1. до 8. септембра (по јулијанском календару) називали михољско љето, по Михољдану 6. септембра (чудо архистратига Михаила у Хонима).